# 山根万理奈
山根 万理奈（やまね まりな、1989年7月17日 - ）は、日本の女性シンガーソングライター。所属レコードレーベルはワーナーミュージック・ジャパン。

## 来歴

### デビューまで
島根県松江市出身。小学校低学年のときに歌手を志すようになり、高校時代、同級生の女子と「ベリーベリー」というデュオを結成して路上ライブを行っていた。しかし周囲の反対を押し切れず、高校2年生の秋にデュオを解散する。
高校卒業後は島根県立大学短期大学部に進学し、軽音楽部でバンドを結成する。バンド活動の傍ら、2009年4月2日からYouTubeに動画を投稿し始め、顔を出さずにアコースティック・ギターの弾き語りをする姿が話題となる。
2010年4月から島根県立大学総合政策学部に編入学して教員を目指していたが、ワーナーミュージック・ジャパンのスタッフからスカウトを受け、契約を結ぶ。

### デビュー以降
島根県立大学在学中の2011年6月22日、BURGER INN RECORDSから「山音まー」名義でミニアルバム『人のオンガクを笑うな!』をリリースする。このミニアルバムはニコニコ動画で人気を博したVOCALOID楽曲をカバーした作品であり、収録曲の「すすすす、すき、だあいすき」がiTunes Storeの「今週のシングル」に選ばれるなど注目を集める。
2011年7月27日、ワーナーミュージック・ジャパンからシングル「ジャンヌダルク」を発売し、メジャー・デビューを果たす。
なお、メジャー・デビュー以降も学業を優先して顔出しを控えており、テレビ番組に出演した際も終始顔を隠していたが、2012年1月24日からメディアへの顔出しを始めた。
2012年3月19日に島根県立大学を卒業し、同時に同大学初の広報大使に就任した。3月28日、島根県のPR活動を行う「遣島使」に委嘱される。
その後、2012年5月6日から6月24日にかけて、初のライブツアー「いいね!やまね!はじまりな!」を開催する。また、NHK Eテレの『青春リアル』第10期で「努力の歌プランA」「努力の歌プランB」の作曲を担当し、第11期からは番組内コーナー「メロディーのあるラブレター」を担当するなど活躍の幅を広げている。
ワーナーミュージックとの契約終了後も、所属事務所のバーガーインレコードで引き続き精力的なライブ・リリース活動を継続している。

## 音楽性
透き通る声と、声と一緒に漏れる感情的な息遣いが特徴。本人曰く、歌唱の際は、歌詞を大事にするために「語り掛ける」ように歌うことを意識しているという。
影響を受けたアーティストはSPEEDとゆず。また音楽番組の懐メロ特集の影響も受けており、YouTubeの投稿動画には当人より一世代以上離れている曲のカバーも多く含まれている。
YouTubeのユーザーIDは7208133であり、メジャー・デビュー前の2010年12月24日、「7208133」名義でプレゼント用非売品として『My name is “まー”!』をリリースしている。デビューのきっかけとなったYouTubeについては「ホーム」と発言しており、メジャー・デビュー以降もYouTubeへの投稿は続けている。投稿動画の総再生回数は430万回を超える。

## ディスコグラフィー

### シングル
| 枚  | 発売日        | タイトル                        | 規格品番   |
| --- | ------------- | ------------------------------- | ---------- |
| 1st | 2011年7月27日 | ジャンヌダルク                  | WPCL-10981 |
| 2nd | 2012年1月25日 | STAR e.p.                       | WPCL-11023 |
| 3rd | 2012年3月7日  | スタートライン                  | WPCL-11046 |
| 4th | 2013年1月23日 | 努力の歌プランA/努力の歌プランB | BUCA-1034  |

### スタジオ・アルバム
| 枚  | 発売日        | タイトル                   | 規格品番                                    |
| --- | ------------- | -------------------------- | ------------------------------------------- |
| 1st | 2012年4月11日 | 空な色                     | WPZL-30366/7（初回盤） WPCL-11063（通常盤） |
| 2nd | 2013年5月29日 | 好きで悩んでるわけじゃない | BUCA-1035                                   |
| 3rd | 2014年9月3日  | 歌ってhappy！              | BUCA-1037                                   |
| 4th | 2015年6月24日 | 愛と妄想、25歳。           | BUCA-1039                                   |
| 5th | 2016年5月11日 | 山根万理奈とマリナッチ楽団 | BUCA-1041                                   |
| 6th | 2017年4月5日  | YAMANEMAN                  | BUCA-1042                                   |
| 7th | 2018年4月4日  | 海とダイヤ                 | BUCA-1043                                   |
| 8th | 2019年3月6日  | 愛の me                    | BUCA-1044                                   |

### カバーアルバム
| 枚  | 発売日         | タイトル     | 規格品番   |
| --- | -------------- | ------------ | ---------- |
| 1st | 2011年11月30日 | ざっくばらん | WPCL-11015 |

### ミニアルバム
| 枚  | 発売日        | タイトル              | 規格品番  | 備考             |
| --- | ------------- | --------------------- | --------- | ---------------- |
| 1st | 2011年6月22日 | 人のオンガクを笑うな! | BUCA-1033 | 「山音まー」名義 |

### 非売品
| 枚  | 発売日         | タイトル           |                  | 備考            |
| --- | -------------- | ------------------ | ---------------- | --------------- |
| 1st | 2010年12月24日 | My name is “まー”! | JASRAC R-1001721 | 「7208133」名義 |

## タイアップ
| 楽曲            | タイアップ                                                      |
| --------------- | --------------------------------------------------------------- |
| STAR            | TBS系『はなまるマーケット』2011年10月～12月エンディング・テーマ |
| 夢で逢えたら    | 映画『魚介類 山岡マイコ』主題歌                                 |
| 努力の歌プランA | NHK Eテレ『青春リアル』第11期オープニング・テーマ               |
| 努力の歌プランB | NHK Eテレ『青春リアル』第11期エンディング・テーマ               |

## 出演番組

### テレビ
- 青春リアル（NHK Eテレ）：第11期メンバー（2012年10月11日[28] -）
- プライムS 園山俊二と「国境の二人」（2015年12月11日（中国地方向け）、NHK松江放送局） - 宏子夫人 役[29]

### ラジオ
- MUSIC Spice＋!（エフエム富士）：水曜日DJ（2012年4月4日[30] - 2012年9月26日[31]）

## 連載
- 『元気力』（朝日新聞デジタル マイタウン島根、2012年6月4日[32] - 2012年8月13日[33]）